# Calumma gallus
Calumma gallus (Günther, 1877) è un piccolo sauro della famiglia Chamaeleonidae, endemico del Madagascar.

## Descrizione
È un camaleonte di media taglia che si caratterizza per la presenza, nei maschi, di una vistosa appendice nasale, simile a un corno.

## Distribuzione e habitat
L'areale di questa specie è limitato ad una ristretta e frammentata area del Madagascar orientale.
Il suo habitat tipico è rappresentato dalla foresta pluviale di bassa quota, dal livello del mare sino a 600 m di altitudine. 

## Conservazione
A causa della crescente pressione antropica cui è sottoposto il suo habitat, la IUCN Red List classifica C. gallus come specie in pericolo di estinzione (Endangered).
Parte del suo areale ricade all'interno della riserva naturale integrale di Betampona e del parco nazionale di Zahamena.
La specie è inserita nella Appendice II della Convention on International Trade of Endangered Species (CITES).